# День Малайзии
День Малайзии (День малайзийской федерации) — государственный праздник в Малайзии проводится ежегодно 16 сентября в ознаменование создания Малайзии. Праздник отмечает объединение существующих штатов Малайи, Северного Борнео, Саравака и Сингапура, чтобы сформировать федерацию Малайзия; Однако Сингапур был исключён из федерации менее чем через два года, 9 августа 1965 года.

## История
Формирование новой федерации планировалось провести 1 июня 1963 года, но было перенесено на 31 августа 1963 года, чтобы совпасть с Хари Мердека. Несколько вопросов, связанных с возражениями соседней Индонезии и Филиппин против образования Малайзии, отложили объявление до 16 сентября того же года. Отсрочка была также сделана, чтобы дать группе Организации Объединенных Наций время для проведения миссии по установлению фактов в Северном Борнео (ныне Сабах) и Сараваке в отношении участия двух государств в новой федерации. Вопреки распространенному мнению, референдум никогда не проводился ни в Северном Борнео, ни в Сараваке; Сингапур провел референдум 1 сентября 1962 года, и все три варианта одобрили интеграцию в Малайзию.
Образование Малайзии стало возможным благодаря подписанию международного договора Малайзийское соглашение 1963 года между Соединенным Королевством и Федерацией Малайя (в состав которого входят 11 государств, созданных в соответствии с Малайским соглашением Федерации 1957 года; как один из компонентов); Саравак, Северный Борнео (переименованный в Сабах) и Сингапур из остальных составных частей. В Малайзийском соглашении 1963 года изложены условия объединения государств-членов в соответствии с новой конституцией в одну новую нацию под названием Малайзия. Именно в соответствии с этим Соглашением «Малайзийский законопроект», конституции Саравака, Сабаха и Сингапура были созданы по соглашению всех сторон (Сингапур покинул Малайзию 9 августа 1965 года). Малайзийский законопроект был внесен в малайский парламент 9 июля 1963 года и получил согласие от Туанку Сиед Путра, Ян ди-Пертуан Агонг, 29 августа 1963 года.
До образования Малайзии Саравак получил администрацию самоуправления 22 июля 1963 года. Администрация самоуправления в Соединенном Королевстве была введена 31 августа 1963 года, таким образом, совпадая с шестой годовщиной Хари Мердека.